# Río Camú (vattendrag i Dominikanska republiken, lat 19,15, long -70,10)
Río Camú är ett vattendrag i Dominikanska republiken. Det ligger i den centrala delen av landet, 70 km norr om huvudstaden Santo Domingo.